# 49. Międzynarodowy Festiwal Filmowy w Berlinie
49. Międzynarodowy Festiwal Filmowy w Berlinie odbył się w dniach 10–21 lutego 1999 roku. Imprezę otworzył pokaz niemieckiego filmu Aimée i Jaguar w reżyserii Maksa Färberböcka. W konkursie głównym zaprezentowano 24 filmy pochodzące z 13 różnych krajów.
Jury pod przewodnictwem hiszpańskiej aktorki Ángeli Moliny przyznało nagrodę główną festiwalu, Złotego Niedźwiedzia, amerykańskiemu filmowi Cienka czerwona linia w reżyserii Terrence’a Malicka. Drugą nagrodę w konkursie głównym, Srebrnego Niedźwiedzia – Nagrodę Specjalną Jury, przyznano duńskiemu filmowi Mifune w reżyserii Sørena Kragh-Jacobsena.
Honorowego Złotego Niedźwiedzia za całokształt twórczości odebrała amerykańska aktorka Shirley MacLaine. W ramach festiwalu odbyła się retrospektywa twórczości austriackiego reżysera Otto Premingera, który większość swoich filmów nakręcił w USA.

## Członkowie jury

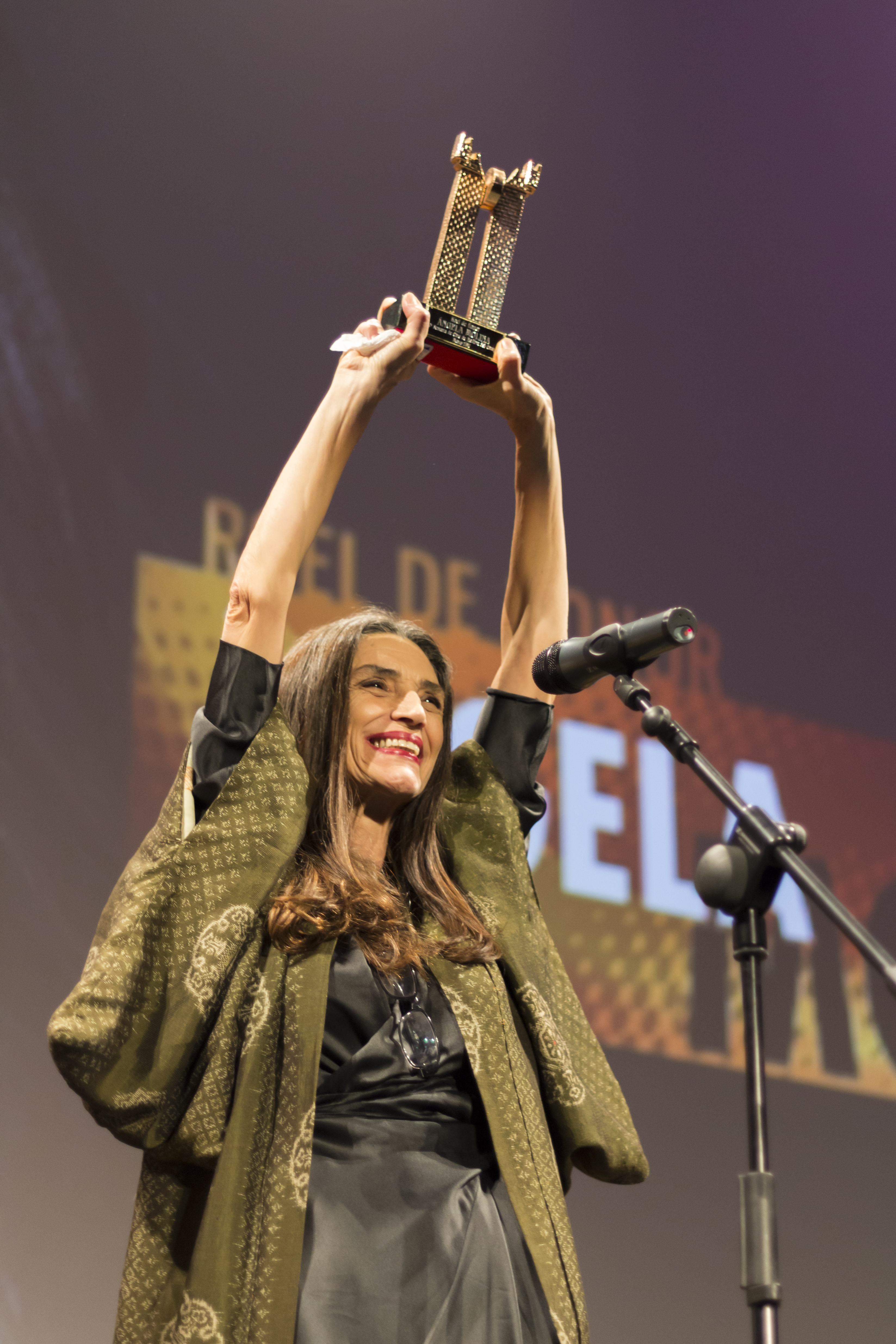
Przewodnicząca jury konkursu głównego Ángela Molina.

### Konkurs główny
- Ángela Molina, hiszpańska aktorka – przewodnicząca jury[4]
- Ken Adam, brytyjski scenograf
- Paulo Branco, portugalski producent filmowy
- Assi Dayan, izraelski reżyser i aktor
- Pierre-Henri Deleau, współzałożyciel sekcji „Quinzaine des Réalisateurs” na MFF w Cannes
- Katja von Garnier, niemiecka reżyserka
- Hellmuth Karasek, niemiecki krytyk literacki
- Michelle Yeoh, malezyjska aktorka

## Selekcja oficjalna

### Otwarcie i zamknięcie festiwalu
|             | Tytuł                                | Reżyseria      | Kraj produkcji    |
| ----------- | ------------------------------------ | -------------- | ----------------- |
| Otwierający | Aimée i Jaguar                       | Max Färberböck | Niemcy            |
| Zamykający  | Porgy i Bess (wersja odrestaurowana) | Otto Preminger | Stany Zjednoczone |

### Konkurs główny
Następujące filmy zostały wyselekcjonowane do udziału w konkursie głównym o Złotego Niedźwiedzia i Srebrne Niedźwiedzie:
| Tytuł polski             | Tytuł oryginalny                           | Reżyseria            | Kraj produkcji    |
| ------------------------ | ------------------------------------------ | -------------------- | ----------------- |
| Osiem milimetrów         | 8MM                                        | Joel Schumacher      | Stany Zjednoczone |
| Keiho                    | 39 刑法第三十九条 39 keihō dai sanjūkyū jō | Yoshimitsu Morita    | Japonia           |
| Aimée i Jaguar           | Aimée & Jaguar                             | Max Färberböck       | Niemcy            |
| Kolory kłamstwa          | Au coeur du mensonge                       | Claude Chabrol       | Francja           |
| Trzy pory roku           | Ba Mùa Three Seasons                       | Tony Bui             | Wietnam           |
| Śniadanie mistrzów       | Breakfast of Champions                     | Alan Rudolph         | Stany Zjednoczone |
| Zacznijmy już dziś       | Ça commence aujourd’hui                    | Bertrand Tavernier   | Francja           |
| Kto zabił ciotkę Cookie? | Cookie’s Fortune                           | Robert Altman        | Stany Zjednoczone |
| Zabierz mnie             | Emporte-moi                                | Léa Pool             | Kanada            |
| Mroczne żądze            | Entre las piernas                          | Manuel Gómez Pereira | Hiszpania         |
| eXistenZ                 | eXistenZ                                   | David Cronenberg     | Kanada            |
| Glória                   | Glória                                     | Manuela Viegas       | Portugalia        |
| Podróż ku słońcu         | Güneşe Yolculuk                            | Yeşim Ustaoğlu       | Turcja            |
| Kraina Hi-Lo             | The Hi-Lo Country                          | Stephen Frears       | Stany Zjednoczone |
| Karnawał                 | Karnaval                                   | Thomas Vincent       | Francja           |
| Urban Feel               | קשר עיר Kesher Ir                          | Jonathan Sagall      | Izrael            |
| Mifune                   | Mifunes sidste sang                        | Søren Kragh-Jacobsen | Dania             |
| Kształty nocy            | Nachtgestalten                             | Andreas Dresen       | Niemcy            |
| Dziewczyna marzeń        | La niña de tus ojos                        | Fernando Trueba      | Hiszpania         |
| Gra w serca              | Playing by Heart                           | Willard Carroll      | Stany Zjednoczone |
| Zwykli bohaterowie       | 千言万语 Qian yan wan yu                   | Ann Hui              | Hongkong          |
| Zakochany Szekspir       | Shakespeare in Love                        | John Madden          | Wielka Brytania   |
| Szymon Mag               | Simon Magus                                | Ben Hopkins          | Wielka Brytania   |
| Cienka czerwona linia    | The Thin Red Line                          | Terrence Malick      | Stany Zjednoczone |

### Pokazy pozakonkursowe
Następujące filmy zostały wyświetlone na festiwalu w ramach pokazów pozakonkursowych:
| Tytuł polski            | Tytuł oryginalny        | Reżyseria        | Kraj produkcji    |
| ----------------------- | ----------------------- | ---------------- | ----------------- |
| Buena Vista Social Club | Buena Vista Social Club | Wim Wenders      | Niemcy            |
| Oni                     | The Faculty             | Robert Rodriguez | Stany Zjednoczone |
| Jedyna prawdziwa rzecz  | One True Thing          | Carl Franklin    | Stany Zjednoczone |

## Laureaci nagród

### Konkurs główny
Złoty Niedźwiedź
- Cienka czerwona linia, reż. Terrence Malick

Srebrny Niedźwiedź – Nagroda Specjalna Jury
- Mifune, reż. Søren Kragh-Jacobsen

Srebrny Niedźwiedź dla najlepszego reżysera
- Stephen Frears – Kraina Hi-Lo

Srebrny Niedźwiedź dla najlepszej aktorki
- Maria Schrader i Juliane Köhler – Aimée i Jaguar

Srebrny Niedźwiedź dla najlepszego aktora
- Michael Gwisdek – Kształty nocy

Srebrny Niedźwiedź za wybitne osiągnięcie artystyczne
- Scenariusz:  Marc Norman i  Tom Stoppard – Zakochany Szekspir

Srebrny Niedźwiedź za wybitny wkład artystyczny
- eXistenZ, reż. David Cronenberg

Nagroda im. Alfreda Bauera za innowacyjność
- Thomas Vincent – Karnawał

Wyróżnienie honorowe
- Iben Hjejle za rolę w filmie Mifune
- Bertrand Tavernier za podjęty temat w filmie Zacznijmy już dziś
- John Toll za zdjęcia do filmu Cienka czerwona linia

### Konkurs filmów krótkometrażowych
Złoty Niedźwiedź dla najlepszego filmu krótkometrażowego
- Faraon, reż. Siergiej Owczarow
- Maski, reż. Piotr Karwas

### Pozostałe nagrody
Nagroda FIPRESCI
- Zacznijmy już dziś, reż. Bertrand Tavernier

Nagroda Jury Ekumenicznego
- Zacznijmy już dziś, reż. Bertrand Tavernier

Honorowy Złoty Niedźwiedź za całokształt twórczości
- Shirley MacLaine